# Crepicardus klugi
Crepicardus klugi là một loài bọ cánh cứng trong họ Elateridae. Loài này được Laporte miêu tả khoa học năm 1836.